# 隱足蝨蚜
隱足蝨蚜（学名：Xenothoracaphis kashifoliae）为扁蚜科客胸扁蚜屬下的一个种。